# Virslīga (2014)
Sezon 2014 był 23. edycją Virslīgi – najwyższej klasy rozgrywkowej na Łotwie. Sezon rozpoczął się 16 kwietnia, a zakończył 8 listopada 2014. Ze względów sponsorskich rozgrywki prowadzone były pod nazwą SMScredit.lv Virsliga. Tytuł obroniła drużyna FK Ventspils.

## Drużyny
| Uczestnicy poprzedniej edycji                                                                                 | Uczestnicy poprzedniej edycji | Uczestnicy poprzedniej edycji | Uczestnicy poprzedniej edycji |
| --- | ----------------------------- | ----------------------------- | ----------------------------- |
| FKW | FK Ventspils                  | 1                             |                               |
| SKR | Skonto Ryga                   | 2                             |                               |
| DVD | Daugava Dyneburg              | 3                             |                               |
| DVR | Daugava Ryga                  | 4                             |                               |
| MEL | Metalurgs Lipawa              | 5                             |                               |
| FCJ | FC Jūrmala                    | 6                             |                               |
| SPJ | Spartaks Jūrmala              | 7                             |                               |
| FKJ | FK Jelgava                    | 8                             |                               |
| MLR | FS METTA/LU Ryga              | 9                             |                               |
| Awans z 1. līgi (2013)                                                                                        |                               |                               |                               |
| DAU | BFC Daugavpils                | 1                             |                               |
| Oznaczenia: - kolumna pierwsza – skróty nazw drużyn, - kolumna trzecia – miejsce zajęte w poprzednim sezonie. |                               |                               |                               |

## Tabela
| Lp. | Drużyna           | M  | Z  | R  | P  | Bramki | Bramki | Różn. | Pkt | Uwagi                                        | Bezpośrednio |
| --- | ----------------- | -- | -- | -- | -- | ------ | ------ | ----- | --- | -------------------------------------------- | ------------ |
| 1   | FK Ventspils      | 36 | 26 | 5  | 5  | 75     | 20     | +55   | 83  | Liga Mistrzów UEFA • II runda kwalifikacyjna |              |
| 2   | Skonto Ryga1      | 36 | 25 | 1  | 10 | 77     | 34     | +43   | 71  | Liga Europy UEFA • I runda kwalifikacyjna    |              |
| 3   | FK Jelgava        | 36 | 20 | 10 | 6  | 57     | 27     | +30   | 70  | Liga Europy UEFA • I runda kwalifikacyjna    |              |
| 4   | FK Lipawa         | 36 | 21 | 3  | 12 | 72     | 45     | +27   | 66  |                                              |              |
| 5   | Daugava Dyneburg2 | 36 | 19 | 8  | 9  | 53     | 39     | +14   | 65  |                                              |              |
| 6   | Spartaks Jūrmala3 | 36 | 14 | 9  | 13 | 38     | 32     | +6    | 51  | Liga Europy UEFA • I runda kwalifikacyjna    |              |
| 7   | Daugava Ryga4     | 36 | 13 | 4  | 19 | 48     | 64     | −16   | 43  |                                              |              |
| 8   | BFC Daugavpils    | 36 | 8  | 5  | 23 | 30     | 65     | −35   | 29  |                                              |              |
| 9   | FS METTA/LU Ryga  | 36 | 3  | 7  | 26 | 26     | 69     | −43   | 16  | Baraże o Virslīgę                            |              |
| 10  | FC Jūrmala1       | 36 | 2  | 6  | 28 | 29     | 110    | −81   | 7   | Spadek do 1. līgi                            |              |

Źródło:  
Oznaczenia: (M) – tytuł mistrzowski, (A) – awans, (S) – spadek.
Zasady ustalania kolejności: 1. liczba zdobytych punktów w całym cyklu rozgrywek; 2. liczba punktów zdobyta w meczach bezpośrednich; 3. różnica bramek w meczach bezpośrednich; 4. liczba zwycięstw w całym cyklu; 5. różnica bramek w całym cyklu; 6. liczba zdobytych bramek w całym cyklu. 
Objaśnienia:
1Skonto Ryga i FC Jūrmala zostały ukarane najpierw odjęciem jednego a następnie czterech punktów z powodu zaległości finansowych.

2Daugava Dyneburg nie uzyskała licencji na występowanie w Virslīdze 2015 ze względu na prawdopodobne ustawianie meczów.

3Zdobywca (FK Jelgava) Pucharu Łotwy 2014/2015 uzyskał prawo gry w I rundzie kwalifikacyjnej Ligi Europy UEFA. Następne w tabeli FK Liepājas nie uzyskało licencji na występy w eliminacjach do Ligi Europy, ponieważ nie było członkiem LFF przez co najmniej trzy lata. Daugava Daugavpils nie uzyskała licencji na występy w Virslīdze 2015, dzięki czemu szansę debiutu w eliminacjach otrzymał Spartaks Jūrmala.

### Baraże o Virslīgę
9. zespół ligi FS METTA/LU Ryga musiał po zakończeniu sezonu zmierzyć się w dwumeczu barażowym, z wicemistrzem sezonu 2014 1. līgi - Rēzeknes FA/BJSS o prawo gry w sezonie 2015 Virslīgi.
| 12 listopada 2014 18:00 | FS METTA/LU Ryga · Kalniņš 44' | 1:0 | Rēzeknes FA/BJSS | Hanzas vidusskolas laukums, Ryga Widzów: 200 Sędzia: Ivars Caune |
|                         |                                |     |                  |                                                                  |

| 16 listopada 2014 13:00 | Rēzeknes FA/BJSS · Aguls 14' | 1:5 | FS METTA/LU Ryga · Loginovs 26', 55' · Petrenko 29' · Milašēvičs 72' · Pallo 80' | Widzów: 350 |
|                         |                              |     |                                                                                  |             |

## Wyniki

### Pierwsza część sezonu
| Gospodarz \ Gość | DAU | DVD | FKJ | FCJ | DVR | MEL | MLR | SKR | SPJ | FKW |
| BFC Daugavpils   |     | 0:1 | 2:3 | 1:1 | 3:2 | 0:4 | 1:1 | 0:2 | 1:3 | 0:3 |
| Daugava Dyneburg | 2:1 |     | 1:2 | 1:0 | 1:0 | 5:3 | 1:0 | 0:4 | 3:3 | 1:1 |
| FK Jelgava       | 1:0 | 1:1 |     | 5:0 | 1:1 | 1:2 | 1:1 | 0:3 | 0:0 | 1:2 |
| FC Jūrmala       | 1:2 | 2:1 | 1:3 |     | 1:1 | 2:3 | 0:3 | 0:5 | 0:1 | 0:6 |
| Daugava Ryga     | 1:0 | 0:1 | 2:1 | 3:0 |     | 4:0 | 1:0 | 1:6 | 0:2 | 0:4 |
| FK Lipawa        | 2:1 | 0:3 | 2:1 | 7:0 | 1:0 |     | 2:1 | 1:0 | 2:0 | 2:0 |
| FS METTA/LU Ryga | 1:0 | 0:1 | 1:1 | 2:4 | 0:2 | 1:4 |     | 1:2 | 2:2 | 0:2 |
| Skonto Ryga      | 3:1 | 2:1 | 1:1 | 1:0 | 5:1 | 2:0 | 3:1 |     | 2:1 | 2:0 |
| Spartaks Jūrmala | 0:1 | 2:1 | 0:1 | 1:1 | 1:0 | 2:0 | 4:1 | 0:2 |     | 1:0 |
| FK Ventspils     | 0:1 | 3:0 | 0:0 | 3:1 | 2:0 | 3:2 | 2:0 | 1:0 | 1:0 |     |

Źródło: 
Objaśnienia:
1Drużyna gospodarzy jest wymieniona po lewej stronie tabeli.
Kolory: zielony – zwycięstwo gospodarzy, żółty – remis, różowy – zwycięstwo gości.

### Druga część sezonu
| Gospodarz \ Gość | DAU | DVD | FKJ | FCJ | DVR | MEL | MLR | SKR | SPJ | FKW |
| BFC Daugavpils   |     | 0:2 | 0:2 | 4:2 | 0:1 | 0:4 | 4:1 | 1:0 | 1:0 | 0:1 |
| Daugava Dyneburg | 5:0 |     | 1:0 | 1:0 | 2:2 | 3:1 | 2:1 | 0:1 | 3:3 | 1:1 |
| FK Jelgava       | 2:0 | 1:0 |     | 2:1 | 1:1 | 1:0 | 1:1 | 0:1 | 0:0 | 1:0 |
| FC Jūrmala       | 1:1 | 1:1 | 0:2 |     | 0:6 | 0:1 | 1:0 | 1:7 | 1:2 | 0:7 |
| Daugava Ryga     | 4:2 | 1:4 | 1:3 | 3:1 |     | 2:4 | 2:0 | 1:2 | 2:1 | 0:3 |
| FK Lipawa        | 5:0 | 3:2 | 2:1 | 6:0 | 1:2 |     | 2:0 | 3:0 | 0:0 | 1:1 |
| FS METTA/LU Ryga | 1:1 | 0:1 | 0:3 | 1:1 | 1:2 | 0:2 |     | 0:3 | 2:1 | 0:3 |
| Skonto Ryga      | 2:0 | 1:0 | 0:3 | 4:3 | 4:1 | 1:2 | 3:1 |     | 0:1 | 2:4 |
| Spartaks Jūrmala | 2:0 | 0:0 | 1:1 | 4:1 | 1:0 | 2:0 | 2:0 | 1:0 |     | 1:2 |
| FK Ventspils     | 2:0 | 4:0 | 2:0 | 6:1 | 0:0 | 1:0 | 2:1 | 2:1 | 1:0 |     |

Źródło: 
Objaśnienia:
1Drużyna gospodarzy jest wymieniona po lewej stronie tabeli.
Kolory: zielony – zwycięstwo gospodarzy, żółty – remis, różowy – zwycięstwo gości.

## Najlepsi strzelcy
| Bramki | Zawodnik              | Drużyna          |
| ------ | --------------------- | ---------------- |
| 28     | Vladislavs Gutkovskis | Skonto Ryga      |
| 23     | Jānis Ikaunieks       | FK Liepāja       |
| 15     | Vladislavs Kozlovs    | FK Jelgava       |
| 14     | Edgars Gauračs        | Spartaks Jūrmala |
| 12     | Kristaps Grebis       | FK Liepāja       |
| 12     | Jevgēņijs Kosmačovs   | Daugava Dyneburg |
| 12     | Ndue Mujeci           | FK Ventspils     |
| 12     | Mantas Savėnas        | Daugava Ryga     |

Źródło: